# Manuel Rodríguez Erdoíza
Manuel Javier Rodríguez y Erdoíza (Santiago, 24 de febrero de 1785-Tiltil, 26 de mayo de 1818) fue un patriota chileno que realizó innumerables acciones en diferentes cargos para lograr la independencia de Chile, como abogado, político, guerrillero y con el grado militar de Coronel, siendo reconocido con justicia como uno de los «padres de la Patria de Chile».
Durante la Patria Vieja, fue secretario de Hacienda y de Guerra del gobierno de José Miguel Carrera, además de su secretario personal. Pese a que hubo varios y graves desencuentros entre Carrera y Rodríguez, siempre retomaron su amistad, camaradería y trabajo en conjunto, razón por la cual fue la persona con quien Carrera gobernó más estrechamente.
En el periodo de la Reconquista española, su labor como guerrillero, espía y principal figura de la resistencia independentista en Chile lo transformó en mito y leyenda popular.
Durante la Patria Nueva, tras la derrota independentista de Chile en la batalla de Rancagua, Rodríguez conspiró más de una vez para deponer del cargo de director supremo a Bernardo O'Higgins. Reapareció en la escena pública tras la batalla de Cancha Rayada, asumiendo brevemente como director supremo interino en Santiago, para evitar el desbande general de la causa patriota. Tras dejar su puesto, una vez que se supo que O'Higgins no había muerto, y luego de la victoria en la batalla de Maipú, fue apresado por O'Higgins. Fue custodiado por soldados, siendo asesinado de un balazo por la espalda en las cercanías de Til-til mientras lo trasladaban a la cárcel de Quillota.

## Orígenes e historia familiar
Su padre fue el español Carlos Rodríguez de Herrera y Zeballos, quien vivió en el Virreinato del Perú. Arribó a Chile alrededor de los 27 años, en 1780, como secretario de un importante emisario español de las aduanas reales de Lima. Luego permaneció trabajando en dicha institución como empleado, donde hizo carrera como funcionario de la corona y alcanzó el cargo de director de Aduanas de la Gobernación de Chile, un cargo de bastante importancia dentro del estado colonial. Sin ser un hombre acaudalado, pero gracias a la dote de su esposa que era viuda y su carrera en la Aduana chilena, pudo entregar un buen pasar a su familia. Aunque con mucha austeridad, educó a sus tres hijos, además de ser tutor y curador de su hijastro Joaquín Fernández de Leiva y Erdoíza, el hijo menor del difunto marido de doña María Loreto; en efecto, la dote dejada por Fernández de Leiva alcanzaba a $ 22 000 de la época, de los que habría gastado $ 11 463 en la educación del hijastro en 25 años. Tanto Joaquín como Manuel estudiaron en el mejor colegio de Chile de la época, el Convictorio Carolino de Santiago, aunque para el caso de Manuel (del que se decía alumno aventajado y sobresaliente), su educación fue pagada en parte con una de las cuatro becas que entregaba dicho colegio.
Su madre, María Loreto de Erdoíza y Aguirre, era una criolla de elevada posición social, descendiente por su madre de los primeros conquistadores y emparentada con las más prominentes familias coloniales. Era hija del acaudalado comerciante vasco Juan de Erdoíza y Olaguibel, y sobrina directa del Marqués de Montepío, Nicolás de Aguirre y Barrenechea, destacado realista, el cual era hermano de su madre. Tenía fuerte raigambre vasca por su madre y su padre. Antes de su unión con Carlos Rodríguez, se había casado en primeras nupcias con Lucas Fernández de Leiva, adinerado comerciante español, del que enviudó prematuramente, quedándole una respetable herencia, y solo un hijo, llamado Fernández de Leiva, que fue medio hermano de los Rodríguez Erdoíza (Manuel y Carlos), y que vivió junto a ellos, hasta que por razones de su profesión debió partir a España (donde fue diputado en representación de Chile en las Cortes de Cádiz) y radicándose luego a Lima.
Aun cuando provenía de una tradicional familia arequipeña, Carlos Rodríguez, el padre de Manuel, no tenía fortuna, sin embargo tenía educación y la profesión de contador (tenedor de libros). La familia Rodríguez Erdoíza era de jerarquía, educada y culta, pues en su testamento (en poder de la familia) legaba una importante biblioteca personal. Además se relacionaban con la sociedad y la élite de la época, sin embargo sufrían de una constante estrechez económica, por lo que se decía que eran "aristócratas pobres", lo que limitaba seriamente la convivencia con sus pares sociales.
La familia vivía del siempre insuficiente sueldo de un funcionario público, complementado por la herencia recibida de su esposa, por lo que los hermanos Rodríguez Erdoíza siempre se sintieron algo disminuidos en su relación con la gente de sociedad con que se relacionaban.
Manuel Rodríguez fraguó rechazo contra la que era la mayor injusticia, ya que no tomaba en cuenta para nada el valor de la meritocracia. Ya que existía un sistema de castas y preferencias inalterable. La familia Rodríguez Erdoíza se rozaba con dos mundos diferentes, el de la aristocracia de fortuna, pero a la vez tenían que luchar día a día por mantener el decoro y la forma de vida que les correspondía, y a la cual difícilmente alcanzaban debido a su estrechez económica. Por esa razón se gestó el carácter contradictorio y rebelde que tenía Manuel Javier y que en el futuro le provocaría estar permanentemente en la montaña rusa del poder político y que a la postre le costaría la vida.
La enorme e imponente casa, actualmente en el lugar que ocupa el Banco Central de Chile y en la que vivieron siempre los hermanos Rodríguez Erdoíza, era una herencia dejada por el primer marido de Doña María Loreto. Dicha casa poseía numerosas habitaciones, patios, y salones. Sin embargo, se respiraba un ambiente de mucha austeridad y de escasez económica, ya que contaban con muy pocos sirvientes además de una mínima vida social comparado con otras familias de alcurnia en las que abundaban una larga corte de personas a su servicio, tales como cocineras, cocheros, niñas de mano y en muchas familias los esclavos; de hecho, Carlos Rodríguez padre, poseía dos esclavas para el servicio doméstico, a las que en su testamento de 1823 les otorga la libertad y les regala a cada una casa de valor de $100 de la época, en retribución a sus abnegados servicios de toda la vida en la casa de la familia Rodríguez Erdoíza.

## Estudios
Manuel Rodríguez cursó sus primeros estudios en el aristocrático y exclusivo colegio Convictorio Carolino de Santiago, pagado a medias por su padre y también con ayuda de becas. Allí Manuel fue compañero y mejor amigo de otro futuro prócer independentista, José Miguel Carrera, y además de todos los jóvenes que provocarían la independencia y posteriormente gobernarían los destinos de Chile en los primeros años de la república. Mientras el hogar familiar de los Rodríguez se ubicaba en la esquina suroriente de la intersección de las actuales calles Morandé y Agustinas, la casa de los Carrera se encontraba en la esquina sur poniente, sobre la actual Plaza de la Constitución, razón por lo cual desde su infancia y luego en el colegio, fueron amigos entrañables.
Los tres hermanos Rodríguez Erdoíza, Manuel, Carlos y Ambrosio, más su medio hermano mayor, Joaquín Fernández de Leiva, estudiaron Leyes en Real Universidad de San Felipe. Manuel se recibió de bachiller en Cánones y Leyes en 1807 y a partir de entonces ejerció la profesión asumiendo algunas causas menores. Algunas fuentes señalan que no habría podido doctorarse debido a que a que el sistema colonial de privilegios relativos al lugar de nacimiento (España o América) lo postergó frente a otros estudiantes con mayores influencias y nacidos en la península, versión que no es consistente con el hecho de que Joaquín Fernández de Leiva, su medio hermano y tutor, llegó a ser doctor, vicerrector y rector interino de la misma universidad.
Joaquín Fernández de Leiva, el mayor de todos y medio hermano de los Rodríguez Erdoíza, era el hijo del primer matrimonio de la madre con el comerciante español Lucas Fernández de Leiva. Joaquín tuvo una frustrante carrera como magistrado, llegando a ser diputado representante de Chile en las Cortes de Cádiz en 1810, y luego miembro de la corte Virreinal en Lima, falleciendo en esa ciudad por 1814. El tomó como protegidos a sus hermanastros Manuel, Carlos y Ambrosio animándolos a seguir estudios en abogacía.
Mientras Manuel participaba en las últimas convulsiones de la Patria Vieja, Joaquín figuraba como miembro de la corte limeña, en calidad de oidor de la Real Audiencia de Perú, hasta que murió muy joven en 1814. Carlos Rodríguez Erdoíza, por su parte, tuvo una dilatada carrera política durante los primeros años de la independencia. En 1814, José Miguel Carrera lo nombró secretario de Guerra. Más adelante, durante la llamada Organización de la República, alcanzó el cargo de diputado, ministro de Gobierno y Relaciones e integrante de la Corte Suprema. En 1833, exiliado en Lima, mantuvo una ácida polémica de prensa con Bernardo O'Higgins acerca del asesinato de su hermano Manuel, responsabilizándolo del crimen. Por su parte, Ambrosio Rodríguez Erdoíza, también estuvo involucrado en el proceso de independencia integrándose al ejército, llegando a ostentar el grado de teniente coronel y el mando del batallón N.º 4 de infantería, compuesto por esclavos africanos y afrodescendientes libertos, durante la batalla de Rancagua.  
Los 3 hermanos Rodríguez Erdoíza fueron compañeros de luchas políticas, participando durante la Patria Vieja principalmente en el bando carrerino. No obstante, existió un temporal distanciamiento entre los Rodríguez y los Carrera, en enero de 1813, cuando Manuel y Carlos fueron acusados de complotar contra la junta presidida por José Miguel Carrera.

## Participación en la Patria Vieja

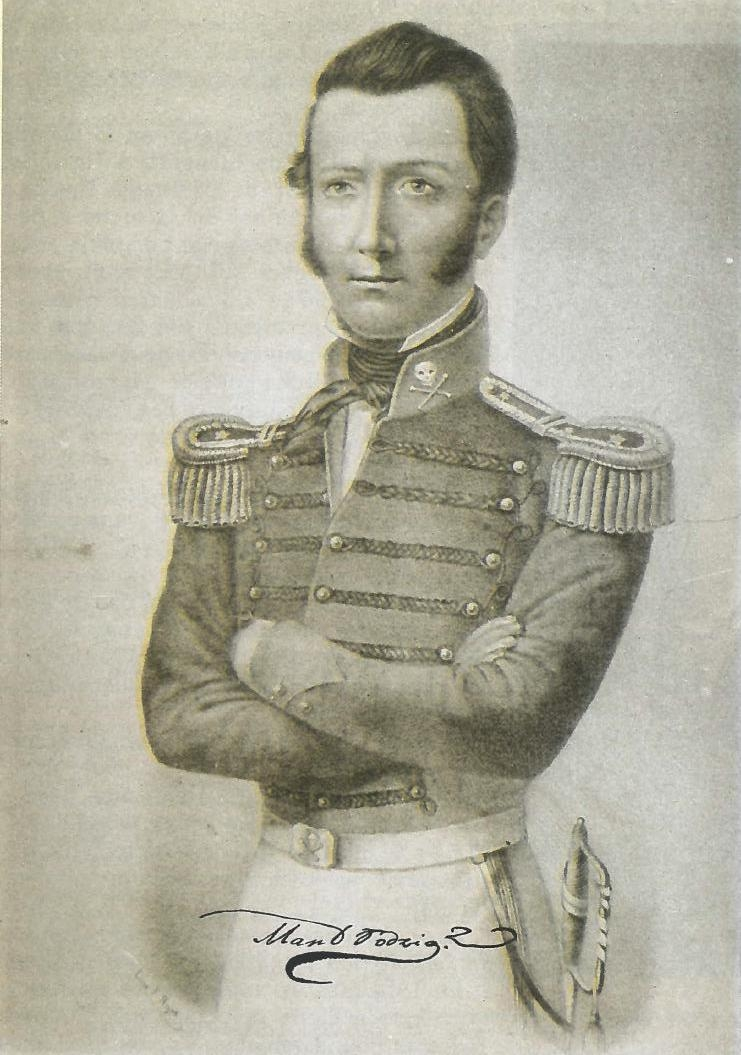
Manuel Rodríguez, por Luis Fernando Rojas.

La situación reinante entre 1810 y 1811 era de un gobierno dirigido por una Junta Nacional, presidida por Mateo de Toro Zambrano y Ureta, Conde de la Conquista, y compuesta por notables criollos aristócratas de la capital chilena. En los primeros meses de 1811 las ideas revolucionarias fueron ganando terreno, enfrentándose a las ideas reformistas de los criollos aristocráticos. Pronto la Junta, que gobernaba en nombre de Fernando VII, fue convirtiéndose en un órgano de gobierno nacional dispuesta a resistir el retorno de la dominación española. En este entorno, José Miguel Carrera, quien con 25 años retornaba de luchar contra la invasión napoleónica en España, se transformó en el caudillo más popular de Chile por sus ideas radicales y progresistas.
En mayo de 1811, Manuel fue nombrado como procurador del Cabildo de Santiago, aunque no permanecería mucho tiempo en el cargo debido a la ocurrencia del primer golpe de Estado de los hermanos Carrera. El 4 de septiembre de 1811, Carrera, secundado en lo militar por sus hermanos Juan José y Luis, llevaron a cabo un golpe de Estado y formaron una junta de cinco miembros, compuesta por Juan Enrique Rosales, Juan Mackenna, Juan Martínez de Rozas, Manuel Blanco Encalada y Gaspar Marín, quedando como Presidente del Congreso Nacional el sacerdote Joaquín Larraín. Así, se adueñaron del poder ejecutivo y del legislativo y emprendieron una serie de reformas de todo orden. Es en este golpe de Estado cuando Rodríguez pierde su puesto de procurador de la ciudad de Santiago, pues así lo "exigía el pueblo" en sus demandas. Este desplazamiento es seguramente atribuible a las rencillas que habrían tenido Carlos Correa de Saa —uno de los líderes intelectuales del movimiento— con el padre de Manuel, Carlos Rodríguez.
El 15 de noviembre de 1811, Carrera llevó a cabo el reemplazo de la Junta de Gobierno por una compuesta de tres miembros, que gobernó entre 1811 y 1813. Durante 1812 la Junta realizó una labor que señalaba los progresos de la emancipación. Se imprimió la Aurora de Chile, cuyo primer director fue fray Camilo Henríquez González con la colaboración de Manuel de Salas, Antonio José de Irisarri y el doctor Bernardo Vera y Pintado. Asimismo, se entablaron relaciones con los Estados Unidos de América, cuyo gobierno envió al representante comercial, con el título de cónsul, Joel Roberts Poinsett. Se diseñó la primera bandera nacional y se promulgó el Reglamento Constitucional Provisorio de 1812, documento precursor de la Constitución política. Algunos autores han especulado sobre la responsabilidad de Rodríguez en su redacción, aunque su participación directa es poco probable debido a que para entonces había renunciado a su cargo de secretario.  
A inicios de 1813, Carrera y Rodríguez tuvieron un grave desencuentro ya que Rodríguez, sus hermanos y algunos otros personeros fueron acusados de participar de una conspiración en contra del gobierno. Esto llevó a Rodríguez a la cárcel y a ser condenado a expatriación en la isla de Juan Fernández, aunque esta sanción, finalmente, fue dejada sin efecto. 
En 1813, el virrey del Perú, José Fernando de Abascal, que veía a Carrera actuar como si Chile fuera independiente, envió una primera expedición al mando del brigadier español Antonio Pareja. Ante esta amenaza, el Senado, aplicando un artículo constitucional, suspendió la Constitución y reorganizó la Junta de Gobierno, siendo Carrera designado General en Jefe del Ejército, con la misión de defender la línea del río Maule. También se declaró la libertad de imprenta, se fundó el Instituto Nacional y se creó la Biblioteca Nacional, cuyo primer director fue Manuel de Salas. Además se decretó la nacionalización para extranjeros y españoles que respetasen la nueva institucionalidad del Estado, se creó el Ministerio de Relaciones Exteriores, se reestructuró el Ejército, creando los primeros cuarteles militares y se expropiaron 3 millones de pesos de la época a los potentados para cubrir gastos fiscales.
El 3 de mayo de 1814, los criollos, liderados por el director supremo Lastra y el ejército español firmaron el Tratado de Lircay. Sin embargo, el virrey Abascal desconoció el tratado y envió una nueva expedición de reconquista al mando de Mariano Osorio. En el intertanto, Carrera, que había sido tomado prisionero por el ejército realista en Penco y luego trasladado a Chillán, se fugó para luego reaparecer en Santiago, donde ejecutó un golpe que derrocó a Lastra el 23 de julio de 1814. De esta manera, se estableció un triunvirato compuesto por Carrera como presidente, Julián Uribe y Manuel Muñoz Urzúa. A inicios de agosto, Rodríguez volvió a asociarse a Carrera asumiendo como secretario de gobierno y hacienda.   
O'Higgins, que desconoció el nuevo gobierno de Carrera, decidió marchar al norte con su fracción del ejército y presentarle batalla a Luis Carrera en Tres Acequias (26 de agosto de 1814) siendo derrotado. Sin embargo, ambos bandos se vieron forzados a reconciliarse a consecuencia de la llegada de la expedición de Osorio. Los días 1 y 2 de octubre, el ejército independentista se enfrentó al realista atrincherándose en la Plaza de Armas de Rancagua, lo que terminó en una derrota, en lo que se conoce como el Desastre de Rancagua. Acto seguido, el gobierno pasó a manos del Brigadier Mariano Osorio que gobernó entre 1814 y 1815, iniciando el periodo de la Reconquista, que duró entre 1814 y 1817. En este periodo se cometieron hechos sangrientos como la matanza de la cárcel de Santiago (6 de febrero de 1815) en donde se asesinaron a los independentistas allí detenidos por orden del Capitán Vicente San Bruno del Regimiento de Talavera.
Los restos del ejército de patriotas chilenos decidió su retirada a ciudad de Mendoza, Argentina, cruzando la Cordillera de los Andes con los comandantes Carrera y O'Higgins. Junto a él emigraron los hermanos de Carrera y también Manuel Rodríguez.[cita requerida]
Apenas llegado a Mendoza, y en las peores condiciones económicas y anímicas, Rodríguez permaneció relativamente inactivo. Luego de conocer a José de San Martín, se incorporó a los preparativos de la Reconquista del territorio nacional y colaboró con San Martín y O'Higgins en el campamento El Plumerillo.[cita requerida] El general argentino había concebido la idea de que para asegurar la independencia de las Provincias Unidas del Río de la Plata había que eliminar el poder realista en el Perú con una invasión desde Chile. San Martín ideó la conformación de un ejército rioplatense que junto a fuerzas chilenas pudiera invadir el Virreinato del Perú. A esta idea la tuvo que reformular debido a la reciente derrota que había sufrido el movimiento independentista chileno. En ese momento para invadir el Perú primero se debía lograr la liberación de Chile ya que el poder realista encabezado por Casimiro Marcó del Pont había retomado el control después de la batalla de Rancagua.
Como ya lo había hecho con varios agentes, José de San Martín le confió a Rodríguez la delicada misión de organizar clandestinamente la rebelión en Chile en contra del dominio español durante la Reconquista.[cita requerida] San Martín vio en Manuel Rodríguez el emisario ideal y lo comisionó para ir a Chile a organizar fuerzas para alentar la insurrección en las poblaciones de la zona central. En ese período, Manuel Rodríguez se relacionó con el bandido José Miguel Neira, jefe de una reputada montonera.
San Martín congenió con O'Higgins y con Manuel Rodríguez; pero no con José Miguel Carrera, que se manifestó poco dispuesto a obedecerle, por este motivo el jefe argentino lo envió a Buenos Aires. En la capital argentina recrudeció la diferencia entre o'higginistas y carrerinos, a tal extremo que Luis Carrera se batió a duelo con el coronel Juan Mackenna por haber manifestado ciertas expresiones de ofensivas en contra de la familia Carrera, muriendo este último en la contienda.

## Acciones guerrilleras

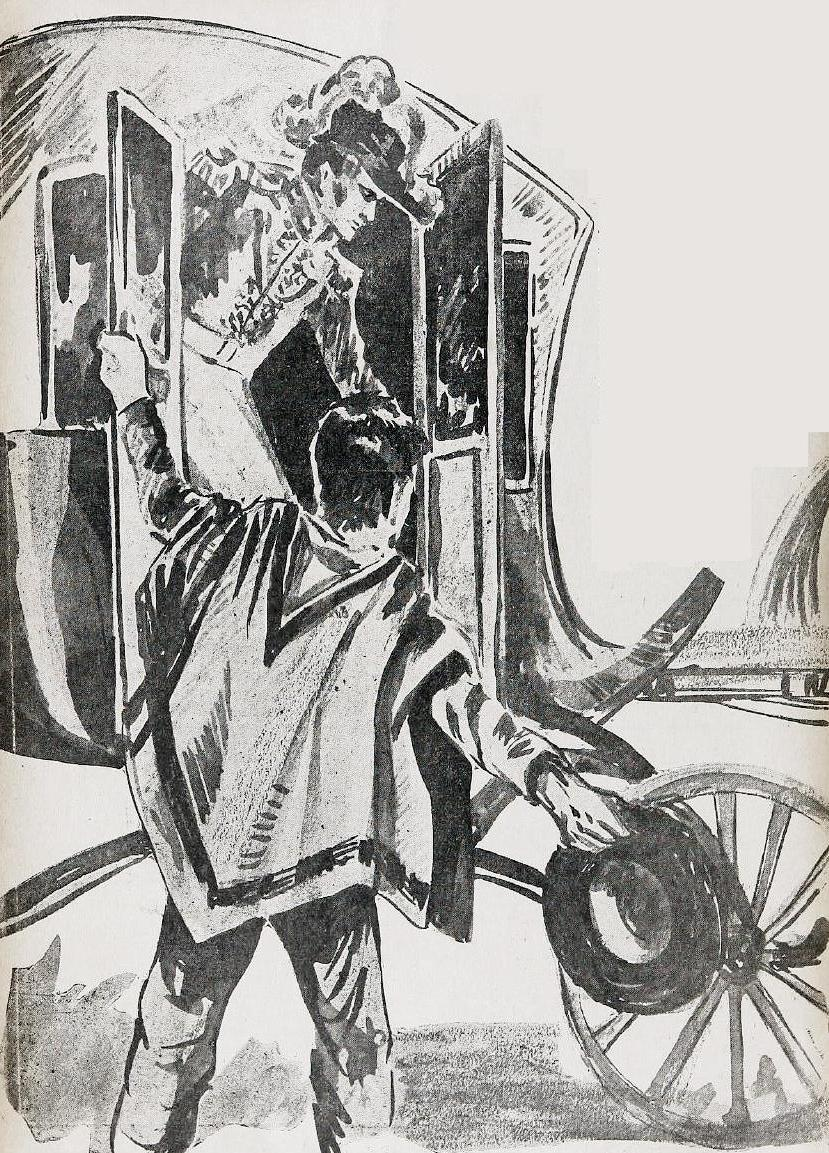
De acuerdo a la leyenda oral, Manuel Rodríguez abrió el carruaje a Casimiro Marcó del Pont.

Manuel Rodríguez hostigó a las fuerzas realistas en sus viajes al interior de Colchagua, movilizándose desde Mendoza y Uspallata, pasando por Los Andes, Curacaví, Melipilla, Alhué y Marchigüe, dejando innumerables testimonios de inteligencia militar. Esta ruta le permitió eludir las fuerzas realistas y asestar certeros y efectistas golpes en San Felipe, Santiago, Melipilla y San Fernando. Otras veces cruzaba por el Paso del Planchón, cuyos planos sirvieron al general Freire años más tarde, durante la reconquista de Chile.
Entre los años de 1815 y 1817, Manuel Rodríguez logró llevar el desorden entre las tropas realistas y organizó una red de corresponsales que se convirtieron, cuando las circunstancias lo requerían, en jefes de partidas volantes que aparecieron y desaparecieron misteriosamente. De acuerdo a la tradición oral, su osadía llegó al punto de abrirle la puerta de la calesa al mismísimo Casimiro Marcó del Pont a la salida del edificio gubernamental y recibió una moneda por el servicio de parte del gobernador, aunque Diego Barros Arana pone en tela de juicio la veracidad de la afirmación, que describió como un hecho solo referido, no documentado. A pesar de provenir de la tradición oral, obras recientes de autores como Soledad Reyes del Villar o Guillermo Parvex han incurrido en el error de referir este y otros episodios como hechos verídicos. Pronto la figura de Rodríguez adquirió el relieve y la aureola de la leyenda con sus acciones de gran riesgo frente a las mismas espaldas de los realistas. Sus hazañas fueron la comidilla de las tertulias de la ciudad.
En enero de 1817, Rodríguez perpetró sus últimas hazañas. Con ochenta hombres cayó sobre Melipilla y se apoderó de los fondos recaudados por contribuciones forzosas, unos dos mil pesos, que repartió entre sus hombres y la población de la villa.
Pocos días después, ciento cincuenta de sus hombres, al mando de Francisco Salas, asaltaron de noche a San Fernando. Según el testimonio de Feliciano Silva, compañero de Salas, la guarnición realista resistió el ataque hasta que Salas gritó con voz atronadora: ¡Que avance la artillería! ¡Que se muevan los cañones!. Inmediatamente los montoneros pusieron en movimiento unas rastras de cueros con piedras que producían un ruido idéntico al rodado de cañones. Los realistas, creyéndose atacados por una gran fuerza militar, huyeron. Así, Salas se apoderó de San Fernando saqueando el estanco de tabaco y liberando algunos prisioneros independentistas.

## La Independencia

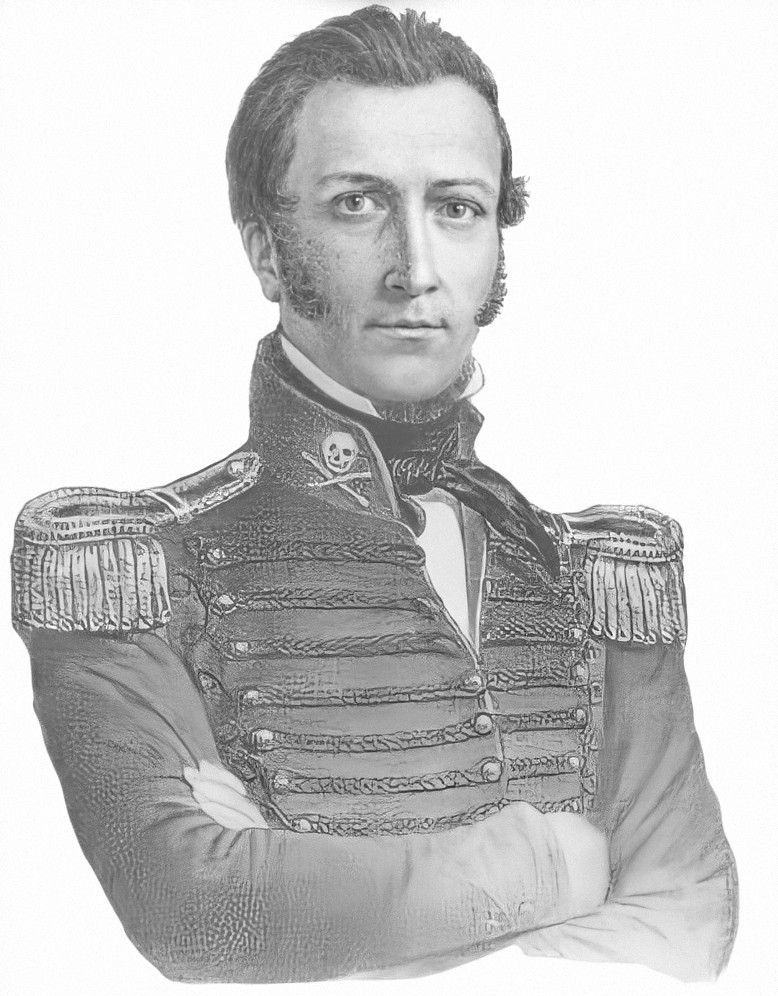
Manuel Rodríguez con su uniforme de Húsares de la Muerte (Retrato considerado fidedigno).

Una vez divididas las fuerzas realistas gracias a las acciones de Manuel Rodríguez Erdoiza y sus montoneros, el 21 de enero de 1817 el ejército libertador, compuesto por unos cinco mil soldados, logró atravesar la cordillera de los Andes por diversos pasos como los de Uspallata, Piuquenes, el Planchón y los Patos, y a principios de febrero todas las divisiones avistaban territorio chileno.
El 11 de febrero de 1817, Manuel Rodríguez, junto a una banda de montoneros, consiguió tomar la villa de San Fernando sin encontrar mayor resistencia debido al desplazamiento de las tropas realistas hacia Santiago. Inmediatamente, asumió como gobernador militar de Colchagua, mientras que el patriota Francisco Silva asumió como gobernador político. 
Al día siguiente, 12 de febrero de 1817, El brigadier Rafael Maroto, al mando del ejército realista, intentó frenar al grueso del ejército independentista presentándole batalla en la Cuesta de Chacabuco. Sin embargo, y tras un arduo enfrentamiento, el Ejército de los Andes obtuvo la victoria y dos días más tarde entró triunfante en Santiago, tomando el control de la capital.  
Rodríguez continuaría en el cargo hasta inicios de marzo, cuando por orden del director O'Higgins se le obligó a delegar el mando en Antonio Rafael Velasco y retornar a Santiago. Ante la demora o desacato de Rodríguez, una partida de Granaderos a Caballo al mando de Miguel Cajaravilla fue despachada a San Fernando con la orden de tomarlo detenido y trasladarlo forzosamente a la capital.
En abril de 1817 se intentaría su expulsión del país embarcándolo a bordo de la fragata General Scook, sin embargo cuando Rodríguez llegó a Valparaíso, la fragata ya había zarpado, obligando su reclusión en el castillo San José de Valparaíso, punto desde el cual se fugó. El 11 de mayo, Rodríguez se presentaría de improviso ante San Martín en Santiago pidiendo el perdón de su conducta, y este decidió agregarlo al Estado Mayor del ejército, haciendo reconocer su grado de teniente coronel.
Durante un año siguieron las acciones para expulsar a los realistas del país, así llegó el 2 de febrero de 1818 y en Talca se firmó oficialmente la Independencia de Chile, siendo jurada el día 12 del mismo mes en Santiago.

## Actuación de Manuel Rodríguez en los hechos
En febrero de 1817, uno de sus aliados, José Miguel Neira era fusilado por órdenes del coronel Ramón Freire en Talca; este hecho contribuyó a distanciarlo del entorno de O'Higgins.
El 19 de marzo de 1818, las fuerzas chilenas fueron sorprendidas durante la noche en Cancha Rayada (salida norte de Talca) por las fuerzas del general Osorio, que estaban compuestas por aproximadamente cinco mil soldados. En la oscuridad y la confusión, los patriotas se abrieron fuego unos a otros sin reconocerse y pronto huyeron derrotados. La noticia del desastre de Cancha Rayada causó gran consternación en la capital y todos pensaron en una nueva emigración a Mendoza, en aquellas críticas circunstancias apareció Manuel Rodríguez, y al grito desgarrador de "¡Aún tenemos Patria, ciudadanos!", encendió un fuego abrasador en el corazón libertario de cada ciudadano, devolvió el ánimo a los que creían todo perdido y se preparaban a huir presos del más grande pánico.
Gracias a la audacia y oportunidad de Manuel Rodríguez se evitó un nuevo desbande y con ello aseguró la supervivencia de la novel república. Los convenció, animó, organizó y finalmente los motivó fervorosamente a unirse y prepararse a defender la ciudad.
Esta acción lo transformó en el hombre más popular de Chile lo que finalmente sería una de las principales razones de su asesinato.
El pueblo lo asoció al gobierno de la Junta Delegada que presidía don Luis de la Cruz, y en pocas horas Rodríguez organizó y armó un regimiento que llamó los Húsares de la Muerte. Es Manuel Rodríguez el que domina la situación y apresta la capital para resistir a los realistas, agitando al pueblo y organizando la movilización más extraordinaria.
Posteriormente aparece O'Higgins herido y Rodríguez sin chistar le hace entrega formal del mando, y aunque respetuosamente se pone a las órdenes de O'Higgins, este se desentiende, lo ningunea y no llega a colaborar con él.
Dos semanas después, el 5 de abril de 1818, a tres leguas de la capital, en los campos de Maipú, se libró la batalla decisiva y se logró dar fin a la campaña libertadora de Chile. Sobre la actitud de Rodríguez sobre este acontecimiento se afirma que él retiene a sus "Húsares de la Muerte" y no participa en la batalla como un acto de desapoyo a O'Higgins, pero también se afirma que Rodríguez al devolver el mando supremo a O'Higgins y presentarle el nuevo cuerpo que había creado para ir a la batalla O'Higgins le impide participar en el enfrentamiento pronto a librarse debido a la desconfianza que había por la lucha entre Carrerinos y O´Higginistas. Sin embargo a pesar de estas desavenencias de su no participación, se deja en claro que la unidad de “Húsares de La Muerte” se mantuvo a retaguardia por disposiciones de Bernardo O'Higgins, y que posteriormente realizaron la última carga de caballería de la batalla donde arrolló y capturó a 700 soldados realistas al mando del desertor patriota Ángel Calvo en el cerro Niebla donde se habían posicionado para defenderse.
Posteriormente a derrotar a ese destacamento se les dio la orden de continuar al sur para ir en persecución de los dispersos, Rodríguez volvió a Santiago y el teniente coronel Serrano llevó a cabo esa orden. Luego este grupo sería disuelto por ser considerados una amenaza por gobierno de O'Higgins.
El 17 de abril de 1818 se celebró un cabildo abierto en el cual tomó parte Manuel Rodríguez, sosteniendo allí su opinión de que dicho cabildo debía de tomar el mando del país hasta una reunión del Congreso. Luego, siendo ya Chile independiente, Manuel Rodríguez ejerció algunos cargos públicos de mediana importancia y dentro del Ejército ofició el grado de coronel, siempre con la simpatía de José de San Martín, y la abyecta antipatía del director supremo, O'Higgins, con lo cual comenzó su rápida declinación en el poder, lo que a la postre le costaría la vida, siendo cobardemente apresado y después asesinado.
El dominio que Rodríguez ejercía sobre el pueblo, la amistad que lo unía a los hermanos Carrera y su carácter díscolo, lo colocaron en una situación límite con el director Supremo, Bernardo O'Higgins, y este, bajo un consejo del abogado Bernardo Monteagudo, quiso alejarlo del país ofreciéndole una misión diplomática en Estados Unidos, lo que en la práctica era una deportación, puesto que sería subido a bordo vigilado y engrillado. Esto ya se vislumbraba, ya que cuando O'Higgins conversó con Rodríguez sobre esto, había ya una amenaza implícita de O'Higgins que se transcribe a continuación:
Así es como Benjamín Vicuña Mackenna describiría el supuesto diálogo entre O'Higgins y Rodríguez, cincuenta años después (...aunque él era descendiente directo de Carrera y más dedicado a la literatura fantástica y al periodismo encendido que a la historia -que desconocía- por lo que cabe dudar seriamente de su relato) :

- "Rodríguez, ud. no es capaz de contener el espíritu inquieto de su genio, y con él va tal vez a colocar al Gobierno en la precisión de fusilarlo, pues que teniendo al enemigo aún dentro del país, se halla en el deber de evitar y cortar los trastornos a todo trance. Es aún Ud. joven, y madurado su talento puede ser muy útil a la Patria, mientras que hoy le es muy perjudicial, por lo tanto, será mucho mejor que Ud. se decida a pasar a Norte-América o a otra nación de Europa donde pueda dedicarse a estudiar con sosiego las nociones de su profesión, sus instituciones, etc., para lo que se le darán a Ud. tres mil pesos a su embarque para pago de transporte y mil pesos todos los años para su sostén. En cualquiera de esos puntos puede hacer servicios a su Patria, y aun cuando no estamos reconocidos, podrá dársele después credencial privada de agente de este Gobierno.
"Responde Rodríguez con lo siguiente:
"Usted ha conocido, señor Director, perfectamente, mi genio. Soy de los que creen que los gobiernos republicanos deben cambiarse cada seis meses, o cada año a lo más, para de ese modo probarnos todos, si es posible, y es tan arraigada esta idea en mí, que si fuese Director y no encontrase quien me hiciera la revolución, me la haría yo mismo. ¿No sabe que también se la traté de hacer a mis amigos los Carrera?.

-Ya lo sé, y por ello es que quiero que se vaya fuera.

-Bien, pues, pero póngame en libertad para prepararme.

-No, porque marchará arrestado usted hasta ponerlo a bordo, pues estando comunicado puede hacerlo desde el arresto."
Conversación entre Manuel Rodríguez y Bernardo O'Higgins

El día 17 de abril de 1818, poco después de la batalla de Maipú, Rodríguez cometió una temeraria acción debido a su carácter apasionado: osó entrar a caballo en el patio del palacio de gobierno junto a una turba, para protestar violentamente por el fusilamiento -que él consideraba asesinato- de los hermanos Juan José y Luis Carrera en Mendoza y por la negativa del Director Supremo a recibir a los representantes de un cabildo abierto organizado ese día.
Esto exasperó al Director Supremo, quien ordenó nuevamente su prisión en el cuartel de los Cazadores de los Andes, situado en lo que es hoy la esquina norponiente de las calles Teatinos y San Pablo y se le siguió un proceso. Los esfuerzos de sus familiares por permitir que O'Higgins desistiera del proceso fueron inútiles.

## Muerte

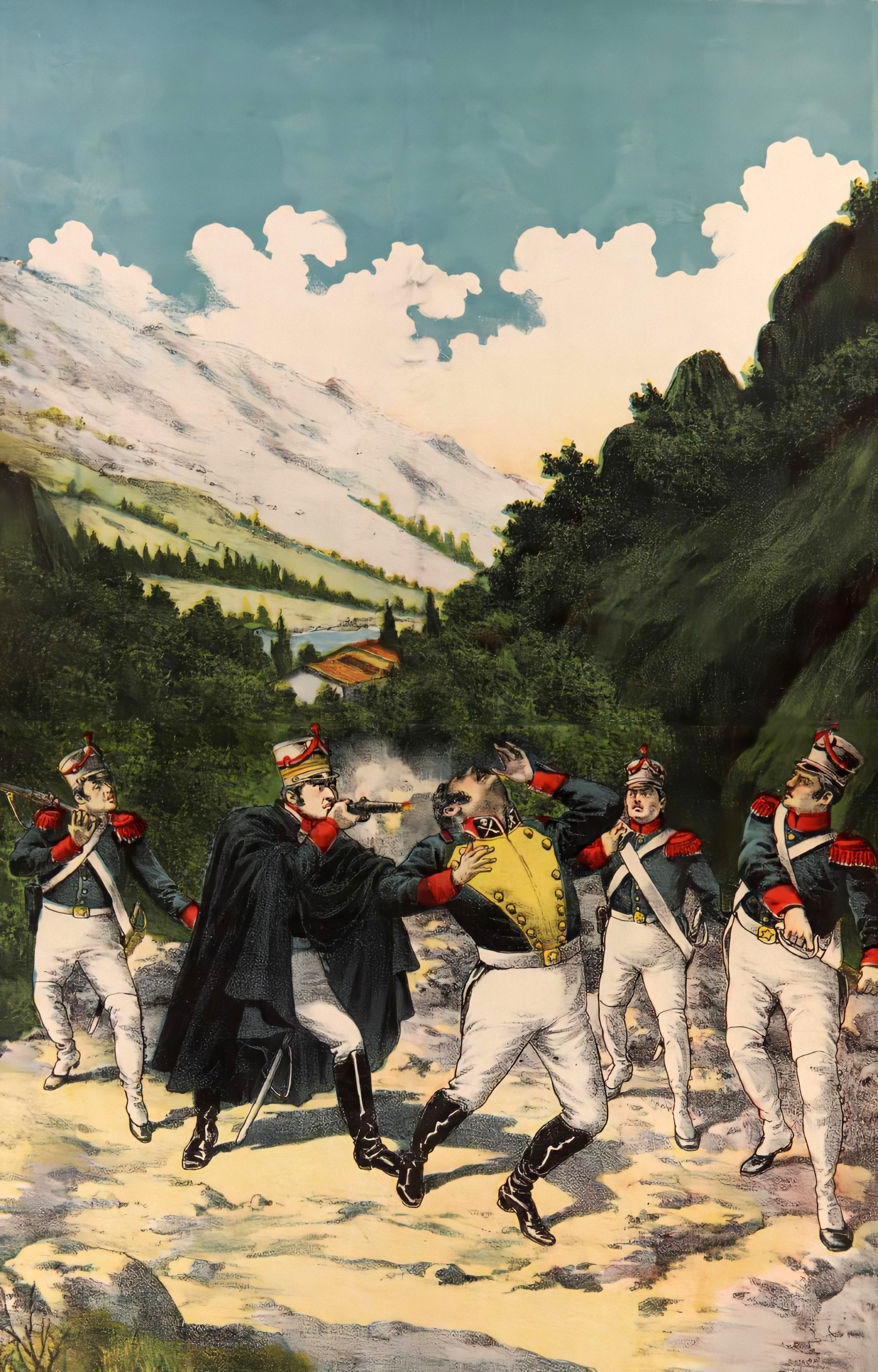
El asesinato de Manuel Rodríguez. Grabado de Luis Fernando Rojas publicado en La Lira Chilena, 1904.

El 22 de mayo de 1818, el Batallón Nº1 Cazadores de los Andes salió desde el cuartel de San Pablo para acantonarse en Quillota, llevándose a Rodríguez, cuya custodia le había sido encargada, con la excusa de que el gobierno deseaba mantenerlo en una localización más próxima a la costa para embarcarlo y sacarlo del país. El batallón Cazadores de los Andes, que estaba entonces al mando del coronel Rudecindo Alvarado y que se componía de cerca de 800 plazas, marchó a vanguardia, mientras que Rodríguez marchó a retaguardia custodiado por el teniente español Antonio Navarro junto a unos pocos soldados, cuyo número, según diversos testimonios, oscila entre 8 y 25. La primera noche de marcha, el contingente habría pernoctado en la hacienda de Colina, actual Lampa, mientras que el 24 de mayo de 1818 acampó a orillas de un estero en los terrenos de la Hacienda Polpaico.
De acuerdo a los testimonios de varios ex soldados del batallón recogidos en un proceso judicial efectuado en 1823, la noche del 24 de mayo Rodríguez fue apartado del campamento y asesinado por el coronel Rudecindo Alvarado junto a su ayudante José Gómez, el cabo Agüero y el soldado Parra, recibiendo un balazo de pistola o arcabuz a quemarropa en la espalda, sablazos, bayonetazos en la cara y el cuerpo y luego uno o varios golpes de culata en el cráneo para rematarlo. Su cuerpo fue despojado de ropas y prendas dejándolo semidesnudo y abandonado, quedando a merced de animales carroñeros.
Otras versiones menos verosímiles señalan que el destacamento se ubicó a aproximadamente 4 km al sur del pueblo de Tiltil, específicamente frente a la Hacienda "El Sauce", en el sector escampado "Cancha del Gato" (que aún existe sin modificaciones antrópicas), cerca de un bosque de maitenes a orillas del río Lampa (hoy estero Lampa), donde fue asesinado de un tiro por la espalda por el teniente Antonio Navarro al distraer su atención con un comentario de un ave que pasaba por el sector. Se adujo como causa de muerte, que el guerrillero tomó una daga atacando a Navarro e intentó escapar. Esta versión fue oficializada por el gobierno de Bernardo O´Higgins.
Hubo un testigo, el campesino Hilario Cortés que cumplía labores agrícolas en el sector quien se escondió y presenció el asesinato. Cortés y su patrón Tomás del Valle tomaron 5 días más tarde los restos y los enterraron en una capilla en Til-Til en secreto.
Navarro diría mucho más tarde que el autor material fue el coronel Rudecindo Alvarado, jefe de la comitiva militar y que la autoría de Navarro solo fue de conveniencia para el oficialismo.
El teniente Navarro confesaría, en 1825, que el abogado Bernardo de Monteagudo le dio la orden de asesinar a Rodríguez. Monteagudo fue expulsado a Perú, donde sería asesinado el mismo año en que Navarro confesó. 
Como recuerdo de aquel luctuoso suceso se erigió, en 1863 un monolito en su memoria, en que se lee la siguiente estrofa del poeta Guillermo Matta:

¡Jamás el héroe muere!
En la mano que le hiere
En página inmortal su nombre escribe,
Y el héroe mártir con su gloria vive.

Los restos del héroe guerrillero fueron trasladados de Tiltil a Santiago en 1895, y presuntamente reposan en el Cementerio General.

### Controversias del autor material del asesinato
El Fundo donde fue mantenido Manuel Rodríguez en TilTil y donde se le ofreció su última cena pertenecía a don José Serey Osbando, español, que fue nacido en Cataluña, teniendo 22 varones y 2 damas de descendencia, su hijo Pedro Serey Soliz relata que fue testigo del "fusilamiento" junto a sus hermanos a su hijo Pedro Serey Espinoza: "También mi padre dice que estuvo presente de la muerte de Don Manuel Rodríguez, que fue fusilado en el fundo de Tiltil, en tiempos que mi abuelo vivía ahí, * donde lo fusilaron, al día siguiente lo desenterraron, y lo cambiaron a otro sitio y le pusieron en un nicho fuera del peligro donde estaba enterrado a la orilla del río, a por muchos años preguntaban dónde estaría enterrado Rodríguez, un tío sabía, dio noticias en Santiago y fueron personas a desenterrarlo, a donde el con mi abuelo y otros tíos varios el que se llamaba José Serey Solís, cuenta mi padre."
En 1872, el teniente José Antonio Maure, miembro del batallón que custodiaba a Rodríguez, dictó su versión de los hechos en su lecho de muerte. En dicho escrito, hoy conservado en el museo de Colchagua de Santa Cruz, el teniente Maure relata con gran minuciosidad las horas previas a la muerte, las circunstancias del crimen, detalles desconocidos y los hechos materiales del crimen y, además, se inculpa personalmente de haber dado los tiros de gracia al patriota, siguiendo órdenes de su superior Navarro. Aunque podría considerarse un documento de gran valor histórico, contiene el error de situar al ayudante mayor Severo García de Sequeira como comandante del batallón, omitiendo la presencia del coronel Rudecindo Alvarado, dato que le resta bastante credibilidad.
Otra versión y que corresponde al parte militar entregado en Quillota indica que el autor de los disparos fue el coronel Rudecindo Alvarado, comandante del destacamento y batallón Cazadores de los Andes, quien además era miembro de un grupo extremo de la Logia Lautarina.
Alvarado apartó a Navarro y junto con el sargento Sequeira, los soldados Parra, Gómez y Agüero armados a la bayoneta tomaron a Rodríguez y lo condujeron a la "cancha del Gato" donde Alvarado disparó al prisionero y los acompañantes lo remataron con particular salvajismo.

#### Controversia acerca de sus restos

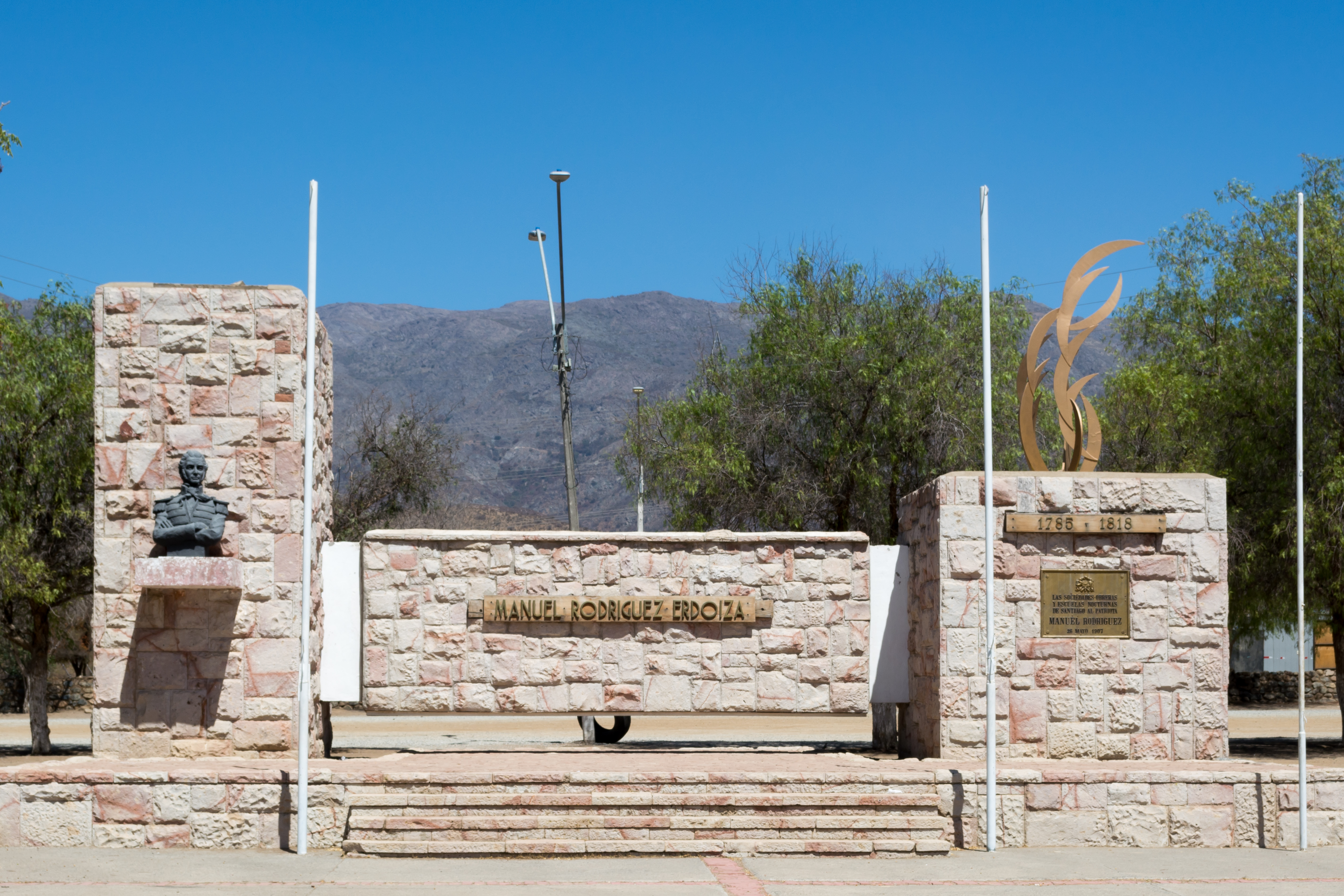
Monumento funerario en Tiltil, lugar de su asesinato.

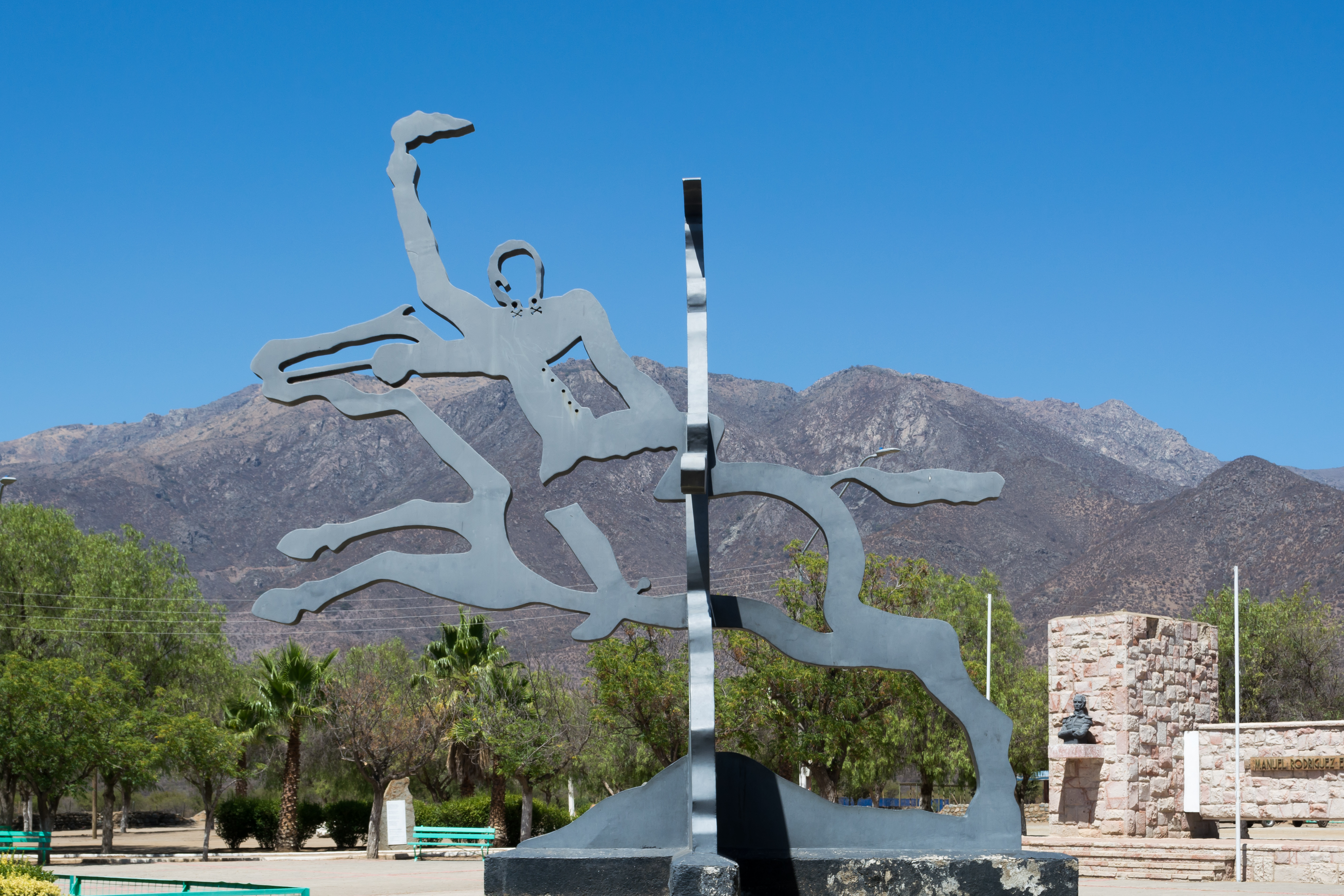
Representación ecuestre en el Monumento Funerario.

A fines de 1894 y comienzos de 1895, sus restos fueron trasladados desde la capilla de Tiltil al Cementerio General en Santiago.
En 2008, los descendientes de Rodríguez solicitaron a la justicia la exhumación del cuerpo supuestamente depositado en el Cementerio General de Santiago de Chile en 1895 y que había sido trasladado desde Til-Til, la iniciativa fue llevada por su tátara-tátara nieto: Juan Esteban Rodríguez quien manifestó que no existe la total certeza de que se trate de los restos del Prócer.
La tumba en el Cementerio General fue violada en 1985 cuando se descubrió que sus sellos habían sido removidos. Claudio Paredes, médico del equipo de tanatólogos del Instituto Médico Legal (IML), examinaron los restos depositados y determinaron que el individuo allí sepultado tenía más de 50 años al comprobarse que las suturas craneales estaban completamente fusionadas. 
Parvex indica que estos restos podrían ser de Manuel Tomas Valle quien sepultó a Rodríguez en el presbiterio de Tiltil, y luego al fallecer a los 51 años fue inhumado en ese mismo lugar, aunque esta teoría ha sido recientemente desacreditada por el investigador histórico Javier Campos Santander, quien aclara que durante el proceso de búsqueda y exhumación del cadáver realizado en 1894 los restos de Valle fueron claramente individualizados y descartados como posibles restos de Rodríguez por haberse encontrado dentro de un ataúd, con el cual el guerrillero jamás contó.
La Policía de Investigaciones (PDI) y su equipo descubrieron los restos de Francisca de Paula Segura y Ruiz en Pumanque y al lado de ella otro cadáver que no pudo ser exhumado, que bien podría pertenecer a Manuel Rodríguez, esto no está confirmado.

## Presunto matrimonio y descendencia

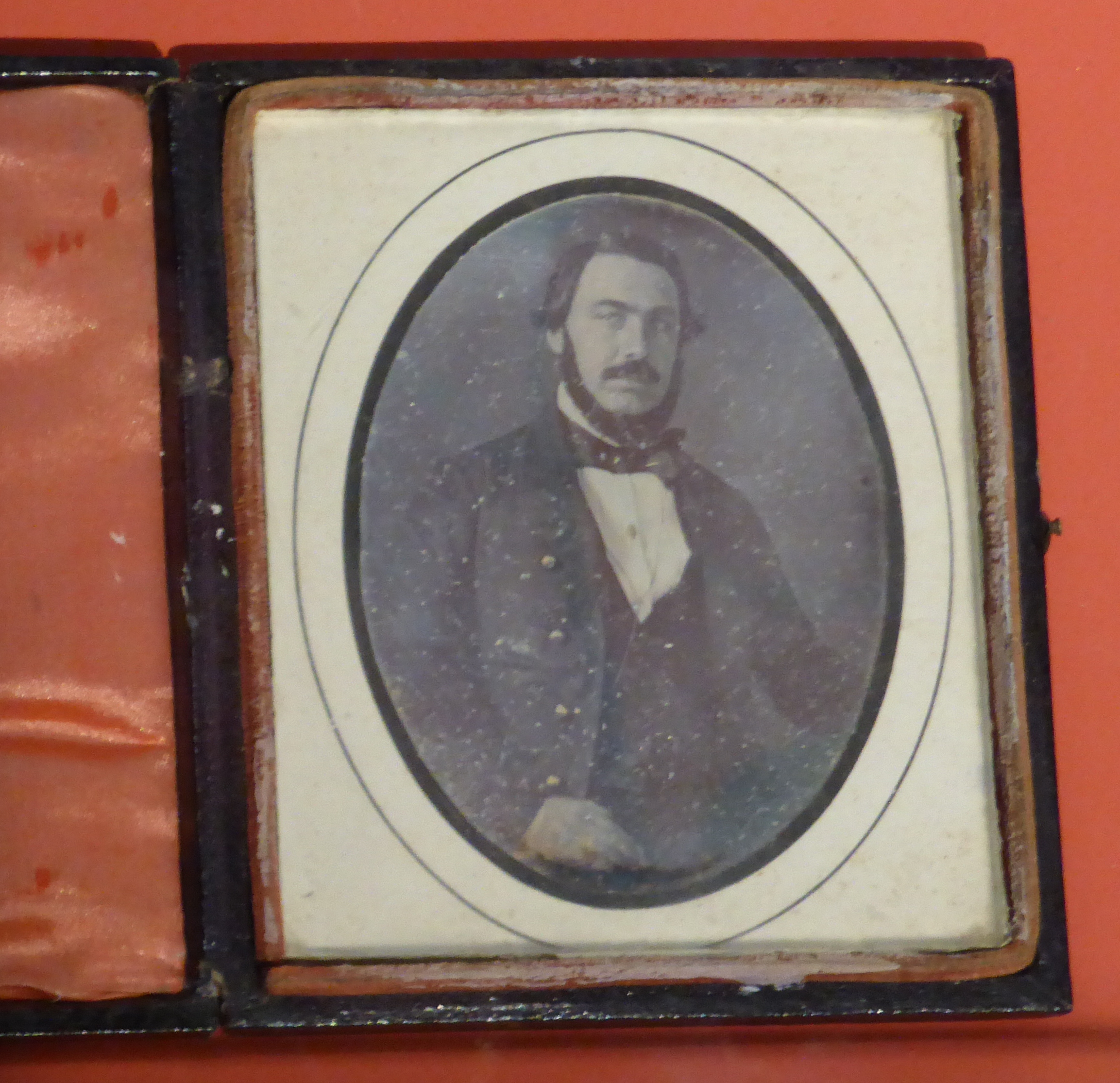
Retrato al daguerrotipo de Juan Esteban Rodríguez Segura, hijo de Manuel Rodríguez Erdoíza. Museo de Colchagua.

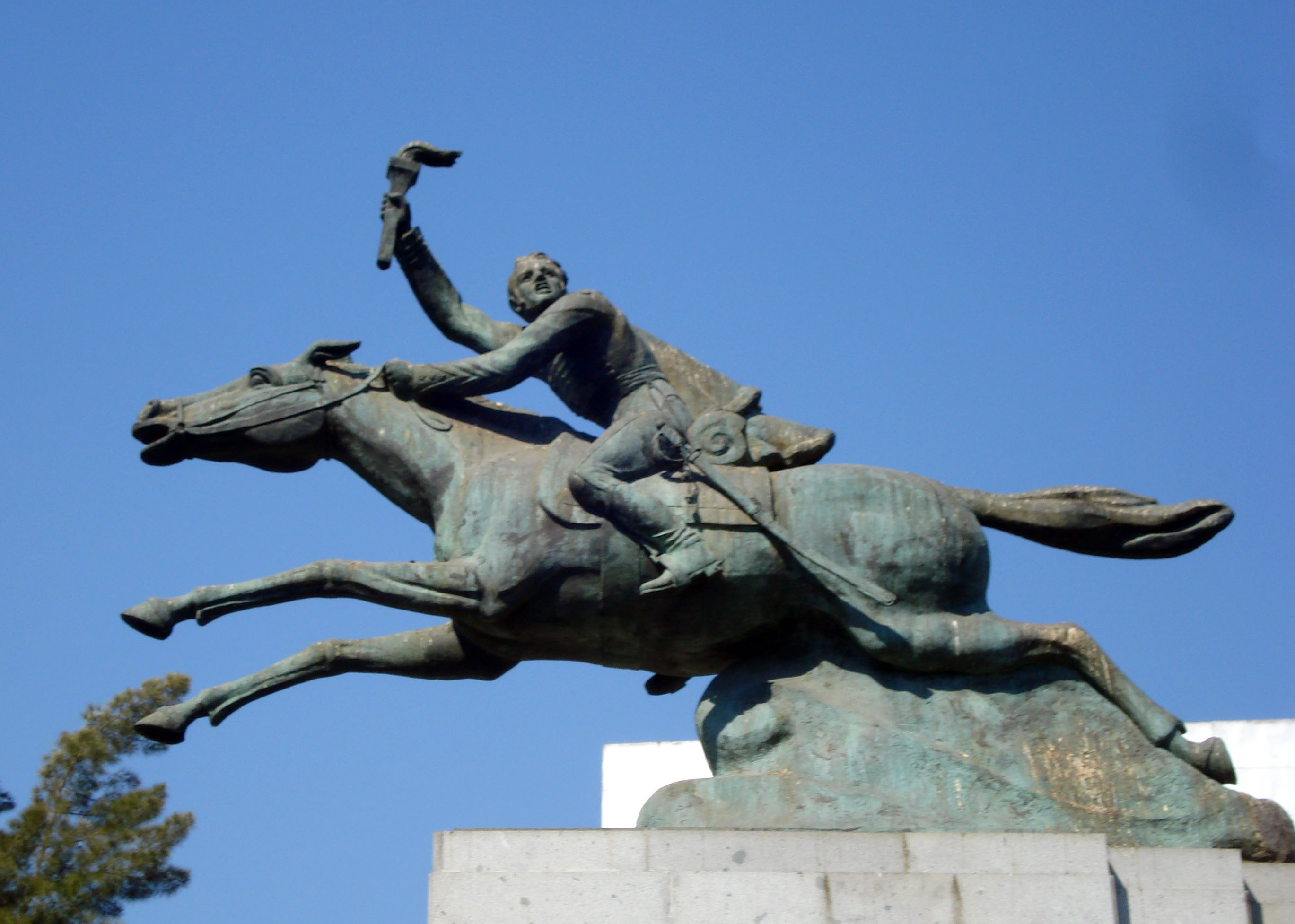
Monumento dedicado a Manuel Rodríguez, ubicado en el Parque Bustamante, Providencia, Santiago.

Hacia fines de 1817, Manuel Rodríguez mantenía una relación estable con Francisca de Paula Segura y Ruiz, una criolla de posición acomodada de 36 años de edad. Sin embargo, no hay elementos probatorios que certifiquen un matrimonio, que algunos historiadores si mencionan la existencia documental. Asimismo, dadas las condiciones de inestabilidad del momento, hacen muy improbable que Manuel Rodríguez hubiese querido o podido casarse; aunque lo que se sabe es que de esta relación nació un hijo, de nombre Juan Esteban Rodríguez Segura, el 24 de abril de 1818 en Santiago, como consta en su rosario de bautismo, el cual se encuentra en exhibición en el Museo de Colchagua.
La existencia de este hijo se menciona en los textos de los historiadores Gustavo Opazo Maturana, Alejandro Chelen Rojas, Armando de Ramón y Manuel Balbontín que corresponden a biografías del patriota, y en el diccionario biográfico del historiador y genealogista Guillermo de la Cuadra Gormaz. En consecuencia, aunque no se puede dudar de la existencia de este hijo aún no ha sido posible encontrar su certificado de bautismo.
Reafirma más aún la convicción de su existencia el propio certificado de defunción de Francisca de Paula Segura, donde se lee claramente "viuda de Manuel Rodríguez". Dicho certificado, que había pasado de mano en mano por varias generaciones en la familia y descendientes de Juan Esteban Rodríguez, fue donado en la forma de su documento original por la familia, encontrándose expuesto también en el Museo de Colchagua en Santa Cruz y en el libro de defunciones de la Parroquia de Pumanque.[cita requerida]
Todos estos elementos, así como la fecha de concepción (1817) y nacimiento de este hijo (24 de abril de 1818) se sitúan perfectamente en la cronología de la historia. Unido esto a la tradición de la familia Rodríguez-Segura traspasada de padres a hijos, no se deja duda alguna que la sangre del patriota sigue aún corriendo por las venas de sus actuales descendientes.[cita requerida]
Juan Esteban Rodríguez Segura, el hijo de Manuel Rodríguez, alcanzó altos cargos como servidor público y gran figuración política. Se caracterizó por su oratoria de tribuno, siendo muy respetado y oído por correligionarios y adversarios políticos. Fue Intendente de Copiapó (1855), Talca (1859-1864), siendo electo posteriormente como diputado y senador por catorce años en la circunscripción de Curicó. Fue además un progresista agricultor de la zona de Colchagua, específicamente en la localidad de Pumanque donde poseía una extensa propiedad de 6500 hectáreas. Llamada Hacienda Pumanque y que con el tiempo vino a llamarse hasta la actualidad como Hacienda Manuel Rodríguez. Curiosamente, Juan Esteban en su vida privada era muy reservado en lo que se refería a su progenitor, hecho que mencionó en contadas ocasiones durante su vida, dado que la familia era muy religiosa, y sentían cierta vergüenza (muy arraigada socialmente por la influencia católica) de descender de un hijo natural o bastardo, nombre que se daba en esa época a los hijos fuera del matrimonio.[cita requerida]
El hijo de Manuel Rodríguez se casó en dos oportunidades y tuvo 14 hijos nacidos entre 1843 y 1866. De esta forma actualmente viven numerosos descendientes de aquellos nietos del patriota, los cuales han conservado el famoso y distintivo apellido. De hecho, una de las ramas de descendientes (Rodríguez Besa) se han transformado en voceros de la familia del patriota, de tal forma de proteger el acervo histórico/familiar.[cita requerida]
Es perfectamente posible que el héroe de la Guerra del Pacífico, también de nombre Manuel Rodríguez -quien fuera mayor del Regimiento "Cazadores del Desierto"- descendiera también del guerrillero. O, en palabras atribuidas al general Baquedano "merecería serlo".[cita requerida]
En 2007, falleció la última bisnieta del patriota, Rosa Rodríguez Velasco, con más de 90 años, y como prueba viviente de la historia recordaba vívidamente haber estado en los brazos de su abuelo, quien ni más ni menos era el hijo desconocido de Manuel Rodríguez.[cita requerida]
Existe también otra línea de descendencia que originó incluso un Presidente de la República, que fue Juan Esteban Montero Rodríguez, su hijo Juan Esteban Montero Fermann e hijo de este Juan Esteban Montero Matta, los tres descendientes directos del patriota.[cita requerida]
En algunas publicaciones se ha expresado que Francisca de Paula Segura era originaria de la localidad de Pumanque (al interior de Colchagua, incluso se ha hablado de la casa de Manuel Rodríguez en Pumanque, que era el lugar donde vivía Francisca de Paula Segura y que allí se inició el idilio durante sus correrías por el sector). Sin embargo, esta versión constituye una leyenda, por lo demás muy respetable por lo que es muy difícil de separar respecto de ese hecho, lo que es historia y lo que es leyenda, además los habitantes de Pumanque tienen una tradición oral traspasada por muchas generaciones que los vinculan como lugar, a las correrías de Manuel Rodríguez.[cita requerida]
En consecuencia, no hay elementos probatorios de Manuel Rodríguez en Pumanque, sin embargo, la tradición histórica es tan fuerte al respecto, que no podemos desconocerla en aras del purismo histórico.[cita requerida]
La historia tradicional señala que Francisca de Paula Segura y Ruiz nació en Santiago y falleció en Pumanque. Su hijo Juan Esteban Rodríguez, el hijo del patriota, la llevó a vivir con él a la Hacienda de Pumanque de su propiedad. La familia de Francisca no era aristocrática ni realista, pues no figuraba entre las familias importantes de la época. Sin embargo, en un documento familiar se puede apreciar su firma hecha con elaborados trazos, caso extraño entre mujeres de la colonia, las cuales, incluso entre familias acaudaladas, no sabían escribir.[cita requerida]
El hijo de Manuel Rodríguez, Juan Esteban, en 1854 se hace servidor público asumiendo la Intendencia de Copiapó y luego de Talca.[cita requerida]
Efectivamente Francisca de Paula Segura fallece en su dormitorio de la Hacienda Pumanque (Actualmente llamada Hacienda Manuel Rodríguez) a los 92 años en 1874. En dicho lugar existía un gran comedor, al fondo un cuadro de Manuel Rodríguez que era venerado por toda la familia compuesta por 14 hijos e infinidad de nietos que miraban el cuadro con gran respeto y admiración. Actualmente, Francisca de Paula Segura se encuentra sepultada en el recinto de la Parroquia de Pumanque, desafortunadamente destruida en el terremoto de febrero de 2010.[cita requerida]
Entre los habitantes del pueblo de Pumanque, actualmente muy dañado por el sismo, existiría un orgullo basado en la creencia de "poseer" los restos de la compañera del patriota. Actualmente se hacen esfuerzos por conseguir las autorizaciones respectivas para poder exhumar sus restos y darle nueva sepultura en un digno lugar del pueblo que permita la peregrinación a dicho lugar de lugareños y turistas.[cita requerida]
Don Juan Esteban casi nunca reveló su origen debido a una contradicción vital que tenía, por una parte no conoció a su padre, nunca fue reconocido como un sobrino por los demás hermanos Rodríguez Erdoíza, por otra parte él se forjó su carrera política a sí mismo sin siquiera mencionar que era hijo de un padre de la patria, y por último para proteger el buen nombre de su madre, cuyo único amor había sido Rodríguez.[cita requerida]
Sin embargo, por amor entrañable que le profesaba a su madre, quiso aislarla de la curiosidad y morbo público, en esa sociedad tan pacata e hipócrita de los años del 1800 por lo que prácticamente la alejó de la civilización llevándola a vivir a las serranías de la costa colchagüina donde entregó su último aliento con la mirada fija en el cuadro, del que había sido su único amor, y al cual se había entregado en cuerpo y alma.
Los descendientes actuales, le deben un sentido homenaje a esta mujer, que frente a todas las adversidades dio a luz al vástago que nos permite, que aún se lleve la sangre de aquel hombre que entregó su vida, sin esperar honores, fortuna, ni reconocimiento alguno, en pro de su ideal que era la libertad de la patria, su progreso material y la justicia social para todos los chilenos.[cita requerida]

## En la cultura popular

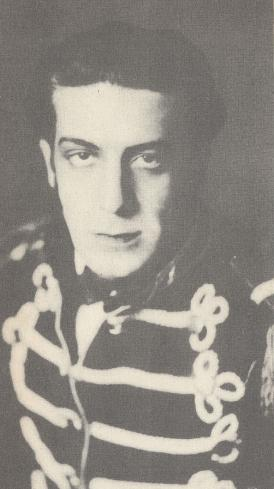
Pedro Sienna como Manuel Rodríguez en "El húsar de la muerte", película de 1925.

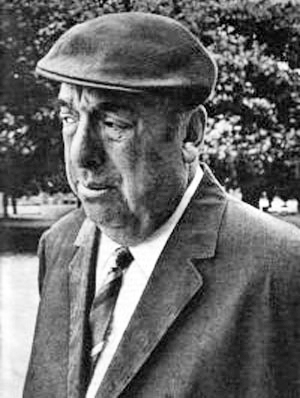
"Puede ser un obispo / puede y no puede / puede ser solo el viento / sobre la nieve..." dice la Tonada de Manuel Rodríguez de Pablo Neruda.

En Chile, el recuerdo del patriota fuertemente mitificado ha inspirado desde un nutrido folclore y literatura oral, hasta reivindicaciones políticas de izquierda de su imagen que, junto al personaje de Manuel Rodríguez, siempre ha sido un ícono de la cultura popular y mítica de su país. Tal es el caso de que en Chile, muchas compañías de Bomberos lo tienen como patrono y llevan su nombre, como la Primera Compañía de Bomberos de Til-Til, Segunda Compañía de Talca. Segunda Compañía de Río Bueno y la Cuarta Compañía de Melipilla. No obstante, su figura se ha comenzado recientemente a representar en su digna proporción, como un hombre de estado y Padre de la Patria también. Su rostro se imprime en los billetes de $2000.

### Literatura
Manuel Rodríguez se convirtió tempranamente en un tema de creación literaria. Existen registros de décimas dedicadas a él en diversos periódicos populares, las llamadas liras, aparecidos en la segunda mitad del siglo XIX. Por lo que es de suponer incluso una presencia previa en las canciones folclóricas, que usaban la misma métrica de décimas, y que inspiraban estos impresos.
Por otro lado, sin dedicarle aún una gran obra o una biografía mayor, la naciente historiografía chilena venía prestándole gran atención a Rodríguez desde mediados del mismo siglo, en textos centrados en Carrera y O'Higgins y en historias generales del periodo independentista.[cita requerida]

### Primera biografía sobre él
El primer texto literario dedicado especialmente a su figura fue Don Manuel Rodríguez, una biografía de pocas páginas, escrita en 1854 por el poeta pipiolo Guillermo Matta, e incluida en el volumen Galería nacional, o Colección de biografías y retratos de hombres célebres de Chile. Dicho libro, en el que colaboraron los principales escritores de la época, como Domingo Faustino Sarmiento, Diego Barros Arana y Miguel Luis Amunátegui, presentaba a la ciudadanía un primer panteón de héroes nacionales. Allí, el nombre de Rodríguez acompaña a otras figuras protagónicas de la emancipación, como José de San Martín, Thomas Cochrane, O'Higgins y Carrera. En el libro también se publicó por primera vez un retrato suyo, que se transformaría, con el tiempo, en modelo de todas sus siguientes representaciones.
La pequeña biografía de Matta, escrita en estilo romántico y literario, salpicada de alusiones a Plutarco, Lamartine y Michelet, se publicaba a 36 años de la muerte del guerrillero. El paradero de su cadáver era aún desconocido y el autor siente que todavía debe dirigirse a sus lectores pidiendo que depongan sus pasiones políticas:

¡Olvídense, pues, los rencores, las parcialidades vergonzosas; cesen las acusaciones injustas los ditirambos violentos; cada hombre traiga sus lauros, y donde se coloquen Freire y O'Higgins, aparezcan las figuras de Carrera, Rodríguez, Infante, Ibieta y tantos otros, formando unidos así el monumento de nuestra independencia, con toda la pureza de su gloria, con todo el resplandor de su idea!
Guillermo Matta; "Don Manuel Rodríguez"

Por otro lado, Matta reconoce de inmediato que Rodríguez se transformará en un verdadero tópico de creación artística:

Manuel Rodríguez es el más simpático si no el más meritorio entre todos esos hombres que circundan la época de nuestra independencia como de una brillante corona. Es quizá el único que por su abnegación, por su tipo extraño y por su clase de vida se presta a todas las creaciones de una poesía sublime y arrebatadora como la idea que representa. Rodríguez es cierto que era aventurero, pero un aventurero de genio que hubiera podido conquistar como los antiguos condottieri el anillo de un dux o el lauro de un tribuno.
Guillermo Matta; "Don Manuel Rodríguez"

### Narrativa

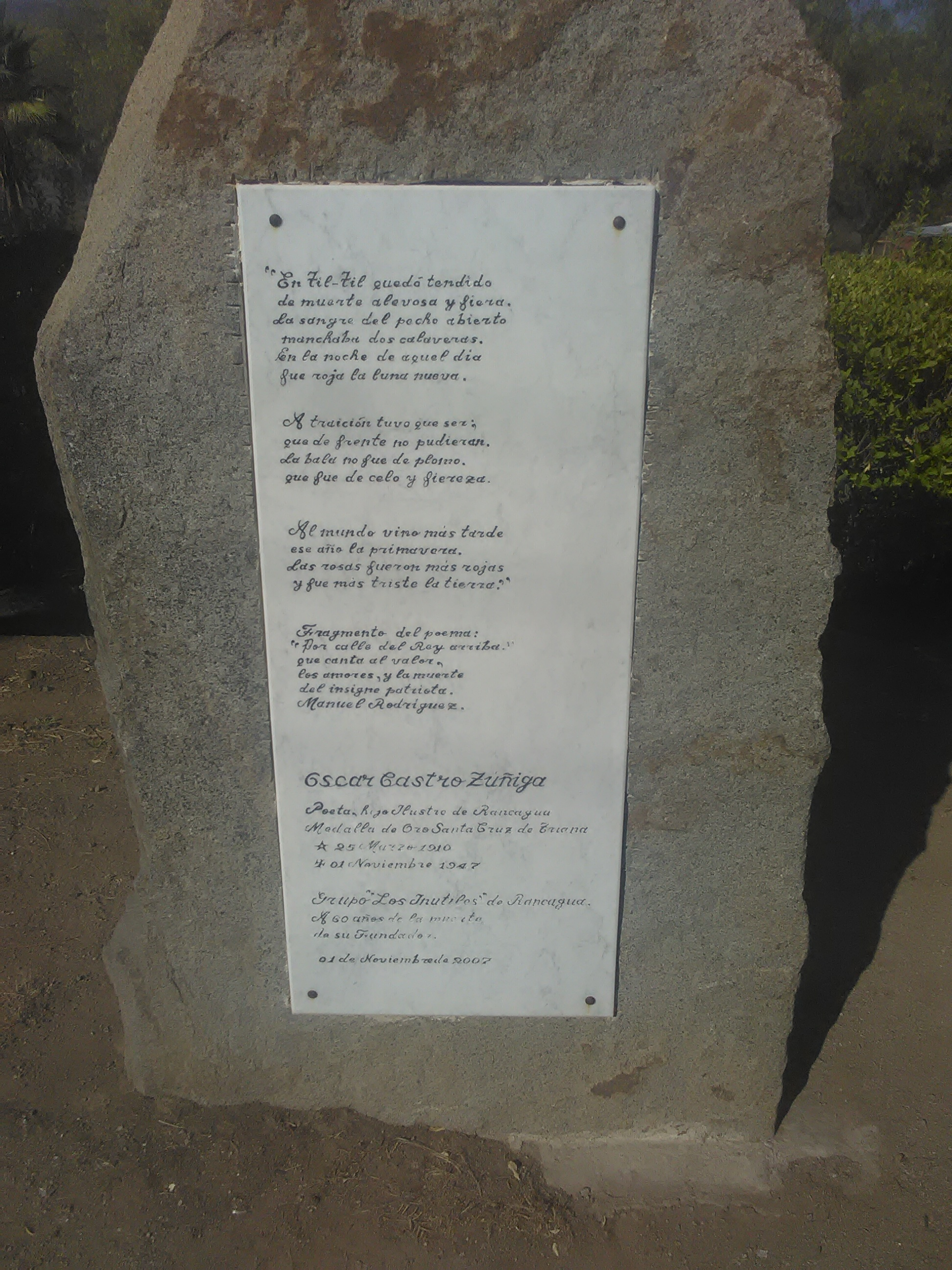
Poema de Oscar Castro grabado en piedra junto al Monumento Funerario en Tiltil

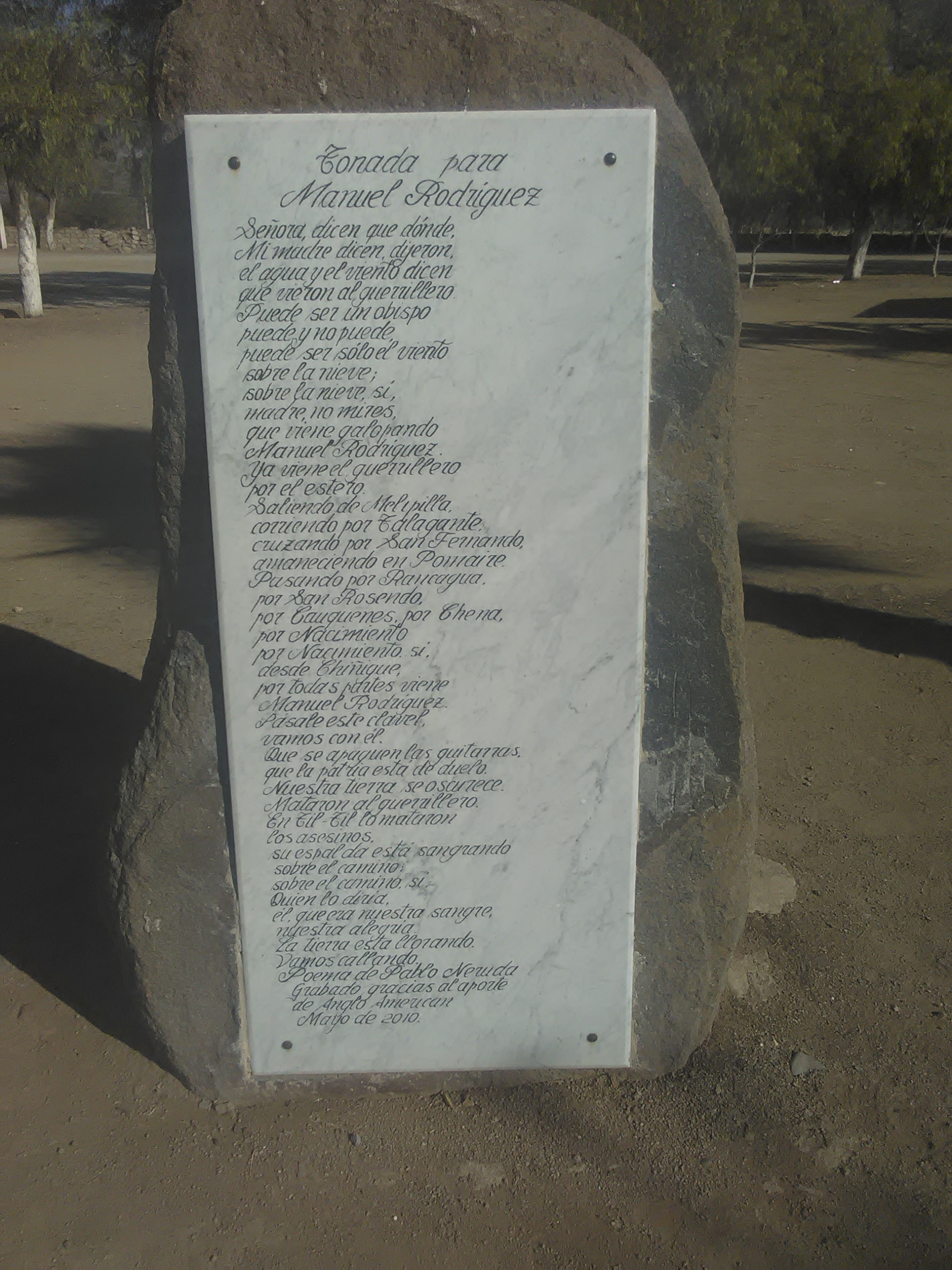
Poema de Neruda, grabado en piedra junto al Monumento Funerario en Tiltil

- En los años 1870, comenzaron a ser muy populares las novelas por entregas o folletines de Liborio Brieba inspiradas en las andanzas del guerrillero. Algunas de ellas fueron reunidas en el volumen Episodios nacionales en 1960. La mayoría de estas obras se volvió a publicar como libro, sobre todo durante la primera mitad del siglo XX, sumando en total más de 40 reediciones de obras relacionadas con Manuel Rodríguez. Es el caso de:

- Los talaveras (1871, 7 reediciones como libro)
- El capitán San Bruno (1875, 7 reediciones)
- Manuel Rodríguez (6 reediciones)
- Chacabuco y la libertad de Chile (5 reediciones)
- Los favoritos de Marcó del Pont (7 reediciones)
- Los guerrilleros insurgentes (6 reediciones)
- Entre las nieves (4 reediciones)
- El enviado (2 reediciones)
- La San Bartolomé de los patriotas
- El fin de la Patria Vieja, etc.

- Durante la Reconquista (1897), novela de Alberto Blest Gana, ampliamente reeditada, en la que Rodríguez, un héroe romántico en sintonía con el gusto de la época del autor, protagoniza la acción.
- Los húsares trágicos (1964), de Jorge Inostroza: Saga de 3 volúmenes de novelas históricas protagonizadas por Manuel Rodríguez y José Miguel Carrera, ampliamente reeditada durante los años 1960s y 1970s.
- El patriota Manuel Rodríguez (1950), novela de Magdalena Petit.
- Manuel Rodríguez: flecha ardiente y fugaz (1994) novela de Ana María Larraín, escritora de literatura infantil y juvenil.
- "Manuel Rodríguez Historia y Leyendas, Ernesto Guajardo, 2010.
- Manuel Rodríguez "El primer asesinato político de Chile", Juan Pablo Bono Cuore, 2009.
- "La Leyenda de Manuel Rodríguez en Til Til", Julia Salinas-Miguel Moreno-Víctor Rojas, 2011.
- "El cadáver perdido de Manuel Rodríguez", en Historia Secreta de Chile, Jorge Baradit, 2015
- "Tras la huella de Manuel Rodríguez", Javier Campos Santander, 2021.
- La serie Manuel Rodríguez Guerrillero fue publicada originalmente en la revista Intocable de Editorial Quimantú (1971 - 1973). Con los guiones de José Zamorano y Adrián Roca, y el trabajo de un equipo de dibujantes compuesto por Enrique Calvo, Juan Francisco Jara, Avelino García, Guillermo Varas y José Orellana, se reconstruye la acción guerrillera de Manuel Rodríguez en la época de la Reconquista Española (1814-1817).

### Dramaturgia
- Carlos Walker Martínez, Manuel Rodríguez: drama histórico en cuatro actos: representado por primera vez en el Teatro Municipal de Santiago el 5 de enero de 1865, bajo la dirección del primer actor i director de escena, don Juan Risso, Santiago, Impr. de la Unión Americana, 1865, 86 páginas.
- José Lietti, Manuel Rodríguez: drama histórico y popular, escrito para el Circo Wallace, estrenado con gran éxito en Santiago en el Circo Océano el 26 de mayo de 1896, Santiago, Imprenta Santiago, 1896, 28 p.
- Eduardo Valenzuela Olivos, Comedias para niños: Una aventura de Manuel Rodríguez. La epopeya de Iquique, Santiago, Imprenta i Enc. La Economía, 1918, 40 p.
- Luis Enrique Délano, Manuel Rodríguez (1939).
- Jorge Díaz, Manuel Rodríguez (1959).
- Sergio Arrau, Un tal Manuel Rodríguez (1972).
- Víctor Molina Neira, “Una aventura de Manuel Rodríguez”, en Alberto Blest Gana [et al.]; prólogo de Floridor Pérez, Aventuras de Manuel Rodríguez, Santiago, Publicaciones Lo Castillo, 1985, p. 111-114.
- Víctor Molina Neira, “Un bando”, en Alberto Blest Gana [et al.]; prólogo de Floridor Pérez, Aventuras de Manuel Rodríguez, Santiago, Publicaciones Lo Castillo, 1985, p. 115-121.
- Isidora Aguirre, Manuel Rodríguez: epopeya popular con música centrada en la vida del guerrillero, Santiago, Ediciones Clan, 1999, 84 p.
- Marcelo Bailey, El rebelde (1999).
- El húsar de la muerte: un espectáculo basado en las hazañas de Manuel Rodríguez (2000), del colectivo La Patogallina, obra basada en la película homónima de 1925.
- Manuel y Francisca, obra musical del escritor y compositor Carlos Weber Brown, estrenada y ambientada en Pumanque.

### Música

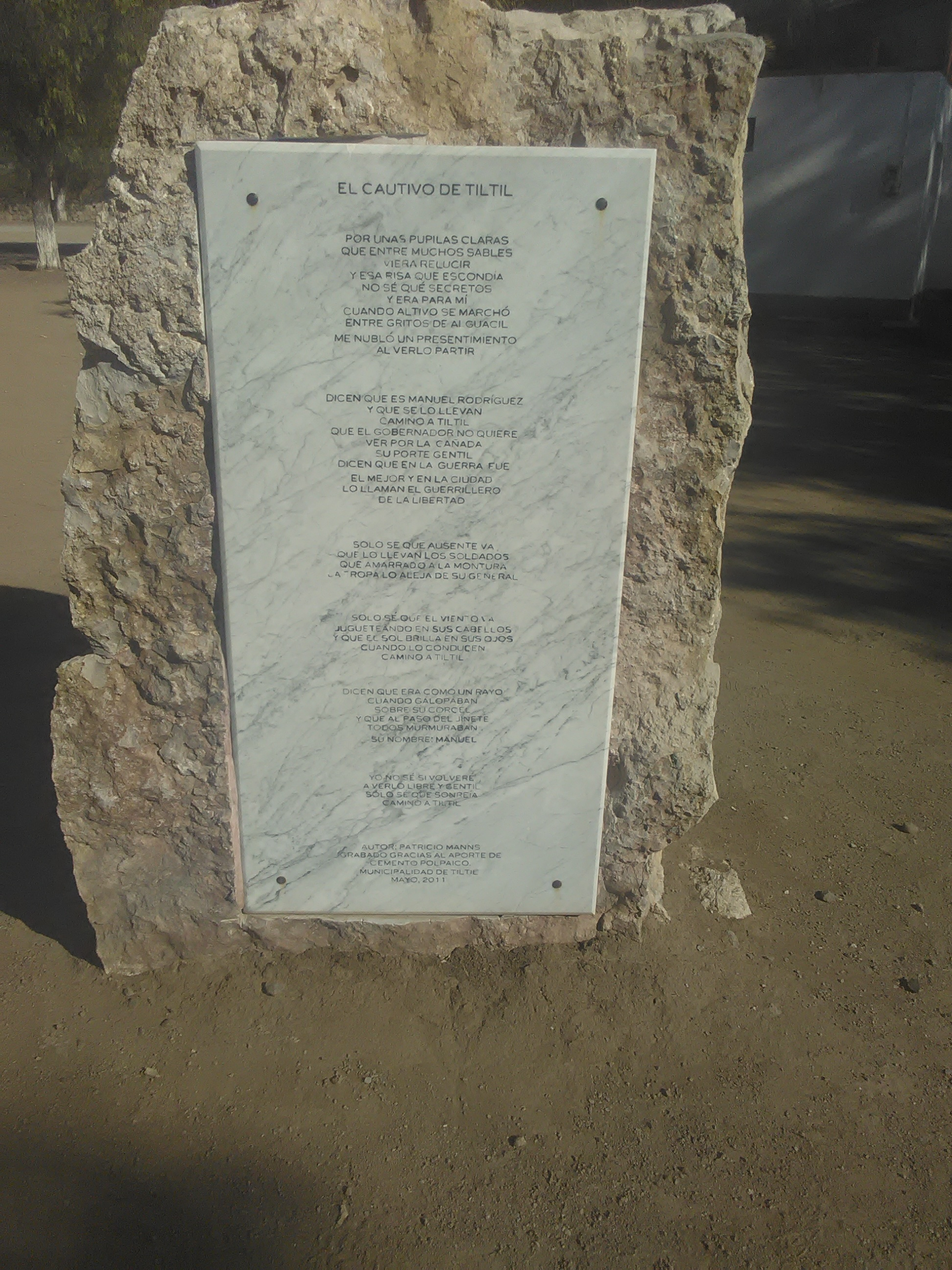
Poema "El Cautivo de Tiltil" de Patricio Manns de grabado en piedra junto al Monumento Funerario en Tiltil

- Hace falta un Guerrillero, de Violeta Parra.
- Tonada de Manuel Rodríguez (1959), música de Vicente Bianchi sobre versos de Pablo Neruda publicados en su libro Canto General.
- El cautivo de Tiltil (1966), canción de Patricio Manns.
- A Manuel Rodríguez (1967) de Los Chileneros.
- El Guerrillero (1974), versión del cantautor mexicano Óscar Chávez de Tonada de Manuel Rodríguez.
- A Don Manuel (1976), álbum de José "Pepe" Ortega con Los Huasos Quincheros.
- Cuecas al guerrillero, de Ester Soré.
- Esquinazo del guerrillero, de Fernando Alegría y Rolando Alarcón.
- Versos por Manuel Rodríguez, Investigada por Héctor Pavez.
- Opera rock Húsar, de Ives Gullé estrenada en 2011.
- Francisca del alma mía, de Carlos Weber Brown.
- La simiente, de Carlos Weber Brown.
- Sangre de guerrillero (2011), canción de Eje-Z (consultar en soundcloud).
- El cautivo de Burning Caravan (consultar en ).

### Audiovisual
- Manuel Rodríguez (1910): dirigida por Adolfo Urzúa Rosas. Esta película se encuentra perdida, aunque el cineasta Edmundo Urrutia recuperó algunos segundos que incorporó en su documental de 1961 'Recordando'. Es aparentemente uno de los dos primeros largometrajes chilenos, junto con El violín de Inés rodada ese mismo año. Fue proyectada durante las celebraciones del Centenario de la Primera Junta de Gobierno de Chile.[36]
- Manuel Rodríguez[n 1] (1920) : dirigida por el italiano Arturo Mario, basada en la novela Durante la reconquista de Alberto Blest Gana, con Pedro Sienna en el rol de Manuel Rodríguez.[37] Película perdida.
- El húsar de la muerte (1925): Película dirigida y protagonizada por Pedro Sienna, considerada la mayor obra del cine mudo chileno y declarada monumento nacional.,[38] rescatada y restaurada originalmente por Sergio Bravo, actualmente se conserva en la Cineteca de la Universidad de Chile.
- Manuel Rodríguez (años 1970): Serie de Televisión Transmitido por Televisión Nacional de Chile (TVN) y de la cual no se tiene ningún registro, solo que el personaje de Manuel Rodríguez lo representaba el actor y cantante Jorge Yáñez.
- 'Amelia' (1981): serie de televisión producida por Televisión Nacional de Chile, dirigida por Gonzalo Medina y con Exequiel Lavandero en el rol de Manuel Rodríguez.
- Rodríguez, hijo de la rebeldía (2007): Telefilme de la serie Héroes de Canal 13 (Chile), dirigido por Cristián Galaz y con Benjamín Vicuña en el papel de Rodríguez y de María Elena Swett en el rol de Francisca de Paula Segura y Ruiz, que, respecto de la vida privada de Rodríguez, hace eco a la teoría de su supuesto matrimonio.
- Grandes chilenos de nuestra historia (2008): Con motivo del programa mencionado, se exhibió un reportaje documental, que -entre diversas otras materias- incluía una entrevista a uno de los descendientes de Rodríguez, que presentó la versión familiar que afirma a uno de sus ancestros fue el hijo desconocido del patriota. Finalmente al término del programa/concurso Manuel Rodríguez resultó en quinto lugar.
- Manuel Rodríguez, Guerrillero del Amor (2010): En 2009, Chilevisión comenzó a filmar una teleserie en torno a la figura de Manuel Rodríguez bajo la dirección de Vicente Sabatini y Cecilia Stolze, como director y productora respectivamente. La serie protagonizada por Ricardo Fernández en el rol de Rodríguez, Sofía García en el rol de Francisca de Paula Segura y Ruiz y Alfredo Castro en el del gobernador Francisco Casimiro Marcó del Pont.[39] La serie consta de 90 capítulos que se emitieron durante el primer semestre de 2010.
- Aquí en Pumanque (2011): Documental de la realizadora Laura Cabrera Barraza. Es una obra de carácter documental histórico de 45 minutos, en el cual se explora toda la tradición oral, traspasada de padres a hijos respecto a las vivencias de Manuel Rodríguez en el pueblo de Pumanque y su relación con su amada Francisca de Paula Segura, la cual se encuentra sepultada en dicho lugar.[cita requerida]
- Ives Gullé - Husar Opera Metal (2011): Durante diciembre de 2011, se estrenó en Santiago esta ópera rock, que relata las vivencias de Manuel Rodríguez durante la época de la independencia.
- Chile secreto (2017): Entre mayo y agosto de 2017, Chilevisión emitió un programa dirigido por el escritor Jorge Baradit enfocado en casos ocultos por la historia oficial chilena. El segundo capítulo, emitido el 28 de mayo de 2017, se trató de la historia de Manuel Rodríguez, sus aspectos desconocidos y el misterio sobre el destino de sus restos mortales.[40] La serie consta de 12 capítulos emitidos con éxito de rating':.
- Mitos y Leyendas de Peñaflor (2021): serie documental de 6 capítulos que recoge parte del acervo cultural de una zona rica en patrimonio inmaterial como es Peñaflor. Serie financiada por el CNTV. En su capítulo "Los Próceres" cuenta detalles sobre las leyendas de Manuel Rodríguez relativas a como se refugiaba en las cuevas de los cerros aleñados, junto con que las jóvenes de la época le ofrecían sus pechos en señal de buena suerte.

### Política
Algunos movimientos políticos chilenos han adoptado el nombre de Manuel Rodríguez, entre los que se cuentan:
- Frente Patriótico Manuel Rodríguez (FPMR): Movimiento revolucionario de izquierda, que inicialmente fue el brazo armado del Partido Comunista de Chile (PCCh), pero que finalmente terminó actuando autónomamente y cometiendo numerosos atentados y acciones militares en contra de la dictadura militar. El nombre del grupo se inspiró en la interpretación de la figura de Rodríguez como un líder popular en contra de la opresión autoritaria de los realistas y el gobierno de O'Higgins, circunstancias que los miembros del grupo asociaron con la dictadura militar que gobernaba Chile desde septiembre de 1973. Este movimiento no sólo utilizó el nombre de Rodríguez, sino que también se asoció a su imagen, representada en sus banderas por la silueta de la estatua ecuestre, a todo galope, del guerrillero. Por otro lado, la agrupación editó biografías y estudios sobre su figura, sobre todo la obra del escritor y cantautor Patricio Manns. Con el advenimiento de la democracia en Chile en 1989, este movimiento revolucionario de a poco tendió a desaparecer en su actuación política y militar. El año 1991 secuestraron a Cristián Edwards, hijo del empresario chileno Agustín Edwards, quien de acuerdo al Comité Church del Senado de los Estados Unidos había formado parte importante de la Operación Sinsonte,[41] siendo financiado por la Agencia Central de Inteligencia de Estados Unidos (CIA) con el motivo de ayudar a desestabilizar el gobierno de Salvador Allende.[42]
- Movimiento Patriótico Manuel Rodríguez: Se conformó como una escisión de FPMR, al separarse de la vía armada y al cambiar su paradigma de Frente a Movimiento así incluyendo a más personajes a su organización, como trabajadores, pobladores, estudiantes, todos desde su trinchera, sea una empresa, sindicato, liceo universidad, población, barrio, villa, etc. Todos con un objetivo en común.

### Misceláneo
- El teniente Bello usó el avión Sánchez-Besa número 13, de nombre Manuel Rodríguez.